# Carmelo Morais Erostarbe
Carmelo Morais Erostarbe (Valmaseda, Biscaia, 4 de dezembro de 1930 – Castro Urdiales, Cantábria, 28 de abril de 2003) foi um ciclista espanhol, apelidado javali, profissional entre os anos 1951 e 1963, durante os que conseguiu 43 vitórias. O seu maior sucesso desportivo obteve-o na Volta a Espanha, onde conseguiu 1 vitória de etapa na edição de 1957, o que lhe permitiu comandar a classificação geral da prova durante um dia.
Pese a ter nascido em Biscaia, a maior parte da sua vida esteve vinculado a Castro Urdiales (Cantábria). Depois de abandonar a prática do ciclismo, permaneceu unido a este desporto como presidente da Federação Cántabra de Ciclismo.
Era irmão do também ciclista Roberto Morais Erostarbe.

## Palmarés
| - 1949 - Muxika - Beradona - 1951 - G. P. de Llodio - 1953 - 1 etapa na Volta à Catalunha - Circuito de Zaratamo - G. P. Sta. Marina - 1955 - G. P. Prefeitura de Bilbao - Amorebieta (G. P. da Libertação) - P. Loinaz, Campeonato Basco-Navarro de Rota - Bergara (P. Pentecostés), Campeonato Vasco-Navarro de Montanha - Eibar (G. P. San Juan) - Azkoitia (G. P. Sta. Cruz) - 1 etapa da Volta a Galiza - 1956 - Circuito Montanhês, mais 2 etapas - Circuito do Astillero (Troféu San José) - Campeonato da Espanha de Montanha - G. P. Burgos, mais 1 etapa - G. P. Lekeitio, mais 2 etapas - Campeonato da Espanha de Regiões Contrarrelógio (com Biscaia) | - 1957 - 1 etapa na Volta a Espanha - G. P. de Portugalete - Zaratamo - 1 etapa do Circuito Montanhês - Torrelavega (G. P. Sniace) - 1958 - Samora (Troféu Iberduero) - Bergara (P. Pentecostés) - G. P. Santa Teresa (Ávila), mais 2 etapas - 1960 - Eibar - Clássica de Primavera - P. Loinaz (Beasain) - 1961 - Circuito Montanhês, mais 2 etapas - Samora (T. Iberduero) - G. P. Balmaseda |

## Equipas
- Independente (1949-1955)
- Gama (1956-1957)
- Lube N.S.U (1958)
- Kas (1959-1960)
- Licor 43 (1961)
- Kas (1962-1963)